# 장대연
장대연(張大淵, 필명 小澤, 1952~)은 대한민국의 시인이다. 2007년 월간지 시사문단 신인상으로 문단 활동을 시작하였다.

## 등단작
- 흙의 딸 할미꽃
- 노다지의 꿈
- 각(角)

## 저서
- 뉘 감히 내 사랑에 시비 거는가(도서출판 그림과책, 2008)
- 원숭이 똥구멍은 빨개(도서출판 한솜, 2009)
- 안개호반에서 낚아올린 단상들(화암출판, 2011)
- 그리움의 빚(한국문학방송 전자책2013)
- 성의 그늘(북팔,2013)
- 필요충분조건(도서출판0시산문